# 通东街道
通东街道是中国黑龙江省齐齐哈尔市铁锋区下辖的一个街道。原铁东四百小区（现东苑小区）为铁路职工居住区。